# Clypeasta dechambrei
Clypeasta dechambrei är en skalbaggsart som beskrevs av Marc Lacroix 1989. Clypeasta dechambrei ingår i släktet Clypeasta och familjen Melolonthidae. Inga underarter finns listade i Catalogue of Life.